# Эйс Вентура-младший
«Эйс Венту́ра-мла́дший» (англ. Ace Ventura Jr: Pet Detective, также известен, как Эйс Вентура 3: Младший детектив для домашних животных) — американский приключенческий комедийный фильм 2009 года, снятый для телевидения и носителей. Это самостоятельное второе продолжение фильма «Эйс Вентура: Розыск домашних животных» без участия Джима Керри и сценариста Стива Одекерка. Съёмки фильма начались 17 сентября 2007 года в Орландо (Флорида). Снял его Дэвид Эванс, а сценарий написали Джефф Шенк, Джейсон Хаймберг и Джастин Хаймберг.
Премьера фильма состоялась 1 марта 2009 года по американскому ТВ на канале Cartoon Network.

## Сюжет
Эйс Вентура-младший пошёл по стопам отца. Он расследует мелкие дела о пропажах хомячков, кошек и рыбок, но зачастую неудачно. Из зоопарка пропадает панда и все улики подтверждают, что кражу совершила его мама, которая в результате попадает в тюрьму. Его дедушка рассказывает ему про отца. Эйс решает начать собственное расследование, найти панду и вытащить маму из тюрьмы. В этом ему помогает его подружка, юный ученый и парень из общества защиты животных. Тем временем из школьного бассейна пропал ручной аллигатор, а у подружки Эйса- аквариумная рыбка. Тем временем по всему городу начинают пропадать знаменитые и выставочные животные, а у одноклассников Эйса- их питомцы. Похитителем панды оказывается миллионер, похитивший кроме того ряд животных — всенародных любимчиков. Его сын тоже оказался похитителем аллигатора, а также домашних зверей его одноклассников. Тем самым наш герой раскрывает множество дел: как крупных, так и школьных.

## В ролях
- Джош Флиттер — Эйс Вентура-младший
- Эмма Локхарт — Лора
- Арт Лафлёр — Рассел Холландер
- Рид Александр — Куинтон Пеннингтон-младший
- Уильям Хейз — Волшебник
- Каллен Дуглас — Доктор Сикинджер
- Энн Кьюсак — Мелисса Вентура
- Ральф Уэйт  — Дедушка Вентура
- Обри Пиплз — Даниэлла

## Премьерный показ в разных странах
- США — 1 марта 2009 (показ по ТВ); 3 марта 2009 (широкий экран)[4]
- Испания — 24 марта 2009
- Филиппины — 1 апреля 2009
- Бразилия — 27 мая 2009
- Великобритания — 27 июля 2009 (ограниченный показ)
- Кувейт — 1 июля 2010
- Россия — 5 июля 2010
- Германия — 28 августа 2010

## Критика
Фильм получил в основном негативные отзывы от критиков и зрителей. Film Threat дал фильму 1½ звезды из 5, заявив, что «Фильм разочаровал, это третий и, скорее всего, последний шаг франшизы Эйс Вентура». Movie Metropolis также дал отрицательный отзыв, заявив, что «Если бы я был ребёнком, мне бы это понравилось. Но я не ребёнок, и мне не понравилось».
В июле 2024 года появилась информация что Киноинсайдер MyTimeToShineHello сообщает о том, что в разработке находится новая часть во франшизе "Эйс Вентура". По его информации Джим Керри уже ведет переговоры со студией касательно своего возвращения.

## Продолжение
В феврале 2021 года появились слухи о том, что разрабатывается новое продолжение, в котором Эван Питерс исполнит роль сына Эйса Вентуры. К марту 2021 года было официально объявлено, что в Amazon Studios разрабатывается прямое продолжение первых двух фильмов с Пэтом Кейси и Джошем Миллером, сценаристами Соника в кино, в котором также снялся Джим Керри. 7 августа Джим Керри подтвердил, что он официально подписал контракт на повторение своей роли Эйса Вентуры и что он более чем готов к следующей части.
В 12 июля 2024 года что Киноинсайдер MyTimeToShineHello сообщает о том, что в разработке находится новая часть во франшизе "Эйс Вентура". По его информации Джим Керри уже ведет переговоры со студией касательно своего возвращения.